# Turizam u Slovačkoj
Turizam u Slovačkoj nudi prirodne krajolike, planine, špilje, srednjovjekovne dvorce, narodnu arhitekturu, lječilišta i skijališta. U 2017. više od 5 milijuna ljudi posjetilo je Slovačku, a Bratislava i Visoke Tatre bile su najpopularnija odredišta. Većina stranih posjetitelja dolazi iz: Češke (26 %), Poljske (15 %) i Njemačke (11 %), iako su 60 % svih posjetitelja slovački državljani.

## Prirodno okruženje
Oko 40 % Slovačke je pošumljeno, s velikom bioraznolikošću uključujući mrke medvjede, vukove i risove. Prirodne znamenitosti zemlje uključuju:
- Planine Tatre: najviši dio Karpata, nudi skijanje i planinarenje
- Rijeke: Popularne za rafting, posebno rijeka Dunajec
- Toplice: 94 toplice s gotovo 12 000 kreveta privukle su 276 200 posjetitelja 2007.[nedostaje izvor]
- Špilje: Slovačka ima brojne krške špilje, od kojih je 13 otvoreno za javnost, uključujući Ohtinsku aragonitnu špilju.

## Arhitektura i znamenitosti
- Dvorci: Značajni dvorci uključuju: Bojnički dvorac (popularno mjesto snimanja filmova), Spiški dvorac (najveći europski utvrđeni dvorac), Oravski dvorac, Bratislavski dvorac i Devinsku tvrđavu.
- Povijesna arhitektura: Mnogi gradovi čuvaju povijesna središta, osobito gradovi: Bratislava, Trenčin, Košice, Banská Štiavnica, Levoča i Trnava.
- Crkve: nalaze se u gotovo svakom gradu, uglavnom barokne, ali s romaničkim i gotičkim primjerima. Značajna vjerska mjesta uključuju crkvu sv. Jakova u Levoči (s najvišim drvorezbarenim oltarom na svijetu) i drvene crkve u sjevernoj Slovačkoj iz 15. stoljeća.

## Narodni običaji
Slovačka čuva bogatu narodnu tradiciju uključujući: glazbu, ples, umjetnost i nošnje. Dobro očuvana povijesna sela uključuju Vlkolínec i Čičmany koji su na popisu UNESCO-a.
Popularni suveniri uključuju lutke u narodnim nošnjama, keramiku, kristalno staklo, drvene figure i rukotvorine od kukuruzne ljuske i žice. Lokalni proizvodi i hrana općenito su jeftiniji nego u zapadnoj Europi.
Slovačka nudi regionalna vina iz pokrajina: Tokaj, Mali Karpati i Nitra. Popularna alkoholna pića uključuju: pjenušac Hubert, Karpatské Brandy Špeciál, biljne likere poput Demänovke, šljivovice i piva kao što su Topvar i Zlatý Bažant. Tradicijski slovački specijaliteti uključuju razne proizvode od sira, posebno bryndza, oštiepok i parenica.

## Galerija
- Crkva sv. Jakova u Levoči
- Selo Vlkolínec
- Katedrala sv. Elizabete u Košicama najveća je crkvena građevina u Slovačkoj.
- Slovačke drvene crkve